# Brestovec (okres Myjava)
Brestovec is een Slowaakse gemeente in de regio Trenčín, en maakt deel uit van het district Myjava.
Brestovec telt 944 inwoners.